# Vallée de Champorcher
La vallée de Champorcher est une vallée latérale de la Vallée d'Aoste, située à l'ouest du chef-lieu de Hône.

## Géographie

### Hydrographie
La vallée de Champorcher appartient au bassin hydrographique de la Doire Baltée et est la première vallée latérale que l'on rencontre en remontant la vallée de la Doire Baltée.
Le torrent de cette vallée s'appelle Ayasse et se jette dans la Doire Baltée à Hône.

### Sommets principaux
La vallée de Champorcher ne présente pas de massifs importants, comparables à ceux qui se situent dans les autres vallées valdôtaines. Mais les panoramas sont sans aucun doute magnifiques.
Sur la droite orographique on rencontre, à partir du fond de la vallée, la cime Cocore (2 142 mètres). La ligne de partage des eaux poursuit avec le mont Debat (2 622 mètres), le mont Dondogne (2 550 mètres), le mont de Prel (2 607 mètres) et le mont de Corni (2 778 mètres), qui contournent le val de Brenve. On rencontre ensuite le mont Mars (2 756 mètres), à la tête du Vallon de l'Alleigne, et la pointe Santanel (2 721 mètres), d'où on peut continuer jusqu'au col Laris.
Le versant opposé ne présente aucune cime importante : du col Courtil (1 511 mètres) à la tête Colon (1 921 mètres) jusqu'à la pointe d'Arcomy (1 991 mètres), on n'atteint jamais les 2 000 mètres d'altitude. La Grande-Rousse (2 866 mètres) est le sommet le plus haut.
La tête de la vallée est sans aucun doute la partie la plus spectaculaire, avec les sommets qui couronnent le lac Misérin. La Rose des Bancs (3 164 mètres), près de la cuvette de Dondénaz, qui offre aux visiteurs le contraste du rocher de la paroi sur l'amas de neige en dessous. Vers l'ouest on voit le bec Costasaz (3 095 mètres) et la tour Ponton (3 101 mètres), entre la fenêtre de Champorcher et le col Pontonnet. Au nord du hameau Dondénaz on peut admirer les crêtes du mont Moussaillon (3 075 mètres), le mont Delaz (3 139 mètres) et le mont Glacier (3 186 mètres), le plus haut sommet de la vallée de Champorcher.
Au-delà de la vallée se trouve la pointe Tersive (3 512 mètres), sûrement l'un des plus charmants sommets des Alpes grées.

### Communes
En remontant la vallée on rencontre deux communes, Pontboset et Champorcher.

## Tourisme
Les refuges présents dans cette vallée sont :
- refuge Misérin - 2 580 mètres ;
- refuge Dondénaz - 2 186 mètres ;
- Refuge Barbustel - Lac Blanc - 2 132 mètres.

## Personnalités célèbres
- L'abbé Pierre Chanoux (1828-1909) : prêtre, alpiniste et botaniste, fondateur du jardin botanique alpin Chanousia au col du Petit-Saint-Bernard.